# Епархия Гараньюнса
Епархия Гараньюнса (лат. Dioecesis Garanhunensis, порт. Diocese de Garanhuns) — епархия Римско-Католической церкви с центром в городе Гараньюнс, Бразилия. Епархия Гараньюнса входит в митрополию Олинды-и-Ресифи. Кафедральным собором епархии Гараньюнса является церковь святого Антония Падуанского.

## История
2 августа 1918 года Римский папа Бенедикт XV издал буллу «Archidioecesis Olindensis et Recifensis», которой учредил епархию Гараньюнса, выделив её из apxиепархии Олинды-и-Ресифи.
13 января 1962 года епархия Гараньюнса передала часть своей территории епархии Палмариса.

## Ординарии епархии
- епископ João Tavares de Moura (1919—1928)
- епископ Manoel Antônio de Paiva (1929—1937)
- епископ Mário de Miranda Villas-Boas (1938—1944)
- епископ Juvéncio de Brito (1945—1954)
- епископ Francisco Expedito Lopes (1954—1957)
- епископ José Adelino Dantas (1958—1967)
- епископ Milton Corrêa Pereira (1967—1973)
- епископ Tiago Postma (1974—1995)
- епископ Irineu Roque Scherer (1998—2007)
- епископ Fernando José Monteiro Guimarães (2008 — по настоящее время)

## Источник
- Annuario Pontificio, Ватикан, 2007